# 송이지
송이지(1991년 12월 8일 ~ )은 대한민국의 희극 배우다.

## 방송
- 웃음을 찾는 사람들 (SBS)
  - 무뚝이 아빠 (2016.07.01 ~ 2016.08.05)
  - 뽀샵사진관 (2017.1~2017.5)
- 개그콘서트 (KBS)
  - 〈당황스럽다〉
  - 〈스카이캔슬〉
  - 〈그만했으면회〉
  - 〈민상소송〉
  - 〈귀생충〉
  - <누가죄인인가>
  - <운수좋은날>